# Cratere Krishtofovich
Krishtofovich  è un cratere sulla superficie di Marte.